# Асланова, Чимназ Абдул Али кызы
Чимназ Абдул Али кызы Асланова (азерб. Çimnaz Əbdüləli qızı Aslanova; 1904, Баку — 10 марта 1970, Баку) — советская политический деятель, депутат Верховного Совета СССР 1-4-го созывов (1937—1958).

## Биография
C 16 лет преподавала в Баку и Бакинской губернии, участвовала в ликвидации безграмотности. Окончила Азербайджанский педагогический институт. Заведующая Бакинским городским отделом образования. Председатель ЦК союза начальных и средних школ Азербайджанской ССР. Заведующая отделом образования ЦК КП(б) Азербайджана. Заместитель министра образования Азербайджанской ССР. Заведующая отдела по работе с женщинами ЦК КП Азербайджана.

### Политическая деятельность
Избрана депутатом Верховного Совета СССР 1-го созыва от Азербайджанской ССР в Совет Национальностей в результате выборов 12 декабря 1937 года, 2-го созыва от Азербайджанской ССР в Совет Национальностей в результате выборов 10 февраля 1946 года, 3-го созыва от Азербайджанской ССР в Совет Национальностей в результате выборов 12 марта 1950 года, 4-го созыва от Азербайджанской ССР в Совет Национальностей в результате выборов 14 марта 1954 года. Являлась депутатом Верховного Совета Азербайджанской ССР 5-го созыва.
В 1938-1950 годы — заместитель председателя Совета Национальностей Верховного Совета СССР.